# Giōrgos Koutroumpīs
Giōrgos Koutroumpīs (in greco Γιώργος Κουτρουμπής?; Atene, 10 febbraio 1991) è un calciatore greco, difensore dell'Īlioupolī.

## Palmarès

### Club

#### Competizioni nazionali
- Coppa di Grecia: 1

Panathīnaïkos: 2013-2014
- Coppa del Belgio: 1

Standard Liegi: 2017-2018
- Coppa d'Ungheria: 1

Újpest: 2020-2021